# Dorstenia nyungwensis
Dorstenia nyungwensis là một loài thực vật có hoa trong họ Moraceae. Loài này được Troupin mô tả khoa học đầu tiên năm 1977.